# Slovak Open 2021
Lo Slovak Open 2021 è stato un torneo maschile di tennis giocato sul cemento indoor. Era la 22ª edizione del torneo, facente parte della categoria Challenger 90 nell'ambito dell'ATP Challenger Tour 2021. Si è giocato all'AXA Aréna NTC di Bratislava, in Slovacchia, dall'8 al 14 novembre 2021. Nel giugno precedente si era disputato in città il Bratislava Open, altra tappa del circuito Challenger.

## Partecipanti

### Teste di serie
| Nazionalità | Giocatore         | Ranking* | Testa di serie |
| ----------- | ----------------- | -------- | -------------- |
| Italia      | Stefano Travaglia | 81       | 1              |
| Paesi Bassi | Tallon Griekspoor | 88       | 2              |
| Spagna      | Carlos Taberner   | 95       | 3              |
| Slovacchia  | Norbert Gombos    | 110      | 4              |
| Slovacchia  | Alex Molčan       | 114      | 5              |
| Francia     | Gilles Simon      | 120      | 6              |
| Regno Unito | Liam Broady       | 121      | 7              |
| Rep. Ceca   | Tomáš Macháč      | 134      | 8              |

* Ranking al 1º novembre 2021.

### Altri partecipanti
I seguenti giocatori hanno ricevuto una wild card per il tabellone principale:
- Jonáš Forejtek
- Lukáš Palovič
- Lukáš Pokorný

Il seguente giocatore è entrato in tabellone come alternate:
- Tobias Kamke

I seguenti giocatori sono passati dalle qualificazioni:
- Danylo Kalenichenko
- Miloš Karol
- Zsombor Piros
- Dalibor Svrčina

Il seguente giocatore è entrato nel tabellone principale come lucky loser:
- Aleksandr Ševčenko

## Punti e montepremi
| Torneo    | Torneo              | V     | F     | SF    | QF    | 2T    | 1T  | Q | Q2  | Q1  |
| Singolare | Punti               | 90    | 55    | 33    | 17    | 8     | 0   | 5 | 2   | 0   |
| Singolare | Premi in denaro (€) | 9 200 | 5 400 | 3 250 | 1 850 | 1 100 | 660 | – | 330 | 165 |
| Doppio    | Punti               | 90    | 55    | 33    | 17    | –     | 0   | – | –   | –   |
| Doppio    | Premi in denaro (€) | 3 950 | 2 350 | 1 380 | 850   | –     | 460 | – | –   | –   |

## Campioni

### Singolare
Tallon Griekspoor ha sconfitto in finale  Zsombor Piros con il punteggio di 6–3, 6–2.

### Doppio
Filip Horanský /  Serhij Stachovs'kyj hanno sconfitto in finale  Denys Molčanov /  Oleksandr Nedovjesov con il punteggio di 6–4, 6–4.